# Jose Pimentel Ejercito junior

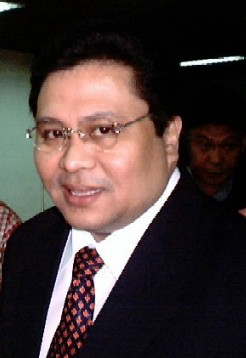
Jose Pimentel Ejercito junior

Jose Pimentel Ejercito junior (* 23. Januar 1963 in Manila), auf den Philippinen bekannt unter Jinggoy Estrada, ist ein philippinischer Schauspieler und Politiker.

## Leben

### Studium, Bürgermeister und Schauspieler
Jose Ejercito ist der älteste Sohn des ehemaligen Präsidenten Joseph Estrada sowie der ehemaligen Senatorin Luisa „Loi“ Pimentel-Ejercito Estrada.
Nach dem Besuch der Grundschule und Sekundarschule der Ateneo de Manila University studierte er Ökonomie an der University of the Philippines und schloss dieses Studium mit einem Bachelor of Arts (B.A. Economics) ab. Danach absolvierte er ein postgraduales Studium der Rechtswissenschaft an der Lyceum University und beendete dieses mit einem Bachelor of Laws (LL.B.).
Bereits während seines Studiums begann er seine politische Laufbahn und wurde im Juni 1988 im Alter von 25 Jahren Vizebürgermeister von San Juan, dessen Bürgermeister sein Vater zwischen 1968 und 1986 war.
Im Anschluss war er zwischen Juni 1992 und Juni 2001 Bürgermeister von San Juan und mit gerade 29 Jahren bei seiner ersten Wahl der jüngste jemals gewählte Bürgermeister einer philippinischen Stadt. Während seiner drei Amtszeiten setzte er sich für eine wirtschaftliche, soziale, politische und kulturelle Entwicklung der Stadt ein. Dabei förderte er Programme zur Modernisierung der Barangay-Büros mit einer Kinderbetreuung in allen Barangays, zur Renovierung der San Juan National High School und anderen öffentlichen Grundschulen ein und förderte den Bau von Erholungseinrichtungen für Sporthallen, Basketballplätzen, Spielplätzen, aber auch von anderen öffentlichen Arbeiten beim Bau von Entwässerungssystemen, Gemeindestraßen sowie dem Bau des viergeschossigen San Juan Medical Center und des San Juan Municipal Gymnasium. Während seiner letzten dreijährigen Wahlperiode war er zwischen 1998 und 2001 zugleich Präsident der Liga der Stadtgemeinden (League of Municipalities of the Philippines), dem Vertreter der Interessen von 1525 Stadtgemeinden der Philippinen gegenüber der Regierung.

### Senator
Bei den Wahlen im Mai 2004 wurde er für eine sechsjährige Amtszeit zum Mitglied des Senats gewählt. Bei den Wahlen im Mai 2010 wurde er für eine weitere Wahlperiode bis 2016 wiedergewählt.
Während dieser Zeit war er unter anderem Vorsitzender des Ausschusses für Arbeit, Beschäftigung und menschliche Ressourcen und trat als solcher für eine Entwicklung menschlicher Ressourcen, Beibehaltung des betrieblichen Friedens, Förderung der Zusammenarbeit von Arbeitgebern und Arbeitnehmern, gewerkschaftliche Bildung, Standardisierung, Statistik, Organisierung des Arbeitsmarktes einschließlich Anwerbung, Fortbildung und Einstellung von Arbeitern und Auslandseinsätzen von menschlichen Ressourcen, Gastarbeitern in den Philippinen, Förderung und Organisation von Arbeitnehmerorganisationen sowie beschäftigungsintensive Technologien. Daneben war er auch Vorsitzender des Aufsichtsausschusses des Kongresses für Arbeit und Beschäftigung (COCLE).
Neben zahlreichen weiteren Ausschussmitgliedschaften war er Vizevorsitzender der Ausschüsse für Spiele, Vergnügungen und Sport sowie für Öffentliche Information und Massenmedien.
Von Juni 2007 bis 2013 war er Präsident des Senats Pro tempore und damit Vertreter des Senatspräsidenten bei dessen Abwesenheit oder Erkrankung.
Während seiner Senatsmitgliedschaft legte er 289 Gesetzesinitiativen und Resolutionen vor, die sich neben arbeitsrechtlichen Themen auch mit Kommunalpolitik, der Arbeit des Kongresses sowie der Förderung der Jugendwohlfahrt befassten. Zu den wichtigsten Gesetzesentwürfen zählten dabei die National Labor Relations Commission Bill, das Human Rights Victims Compensation Act sowie Zusatzartikel zum National Internal Revenue Code.
Im Jahr 2019 kandidierte er erneut für den Senat, erhielt aber nur 24,02 % der Stimmen und verpasste damit den Wiedereinzug. Bei der nächsten Wahl, 2022, kandidierte er erneut. Diesmal gelang ihm mit einem Ergebnis von 27,05 % der Wiedereinzug in den Senat.

### Korruptionsvorwürfe und Inhaftierung
Mitte 2013 kam der sogenannte „pork-barrel“-Betrug (offiziell „Priority Development Assistance Fund scam“) ans Licht, im Zuge dessen in den Jahren 1996 bis 2013 bis zu 10 Milliarden Pesos an öffentlichen Geldern systematisch veruntreut worden seien. Jose Pimentel Ejercito wird angelastet, neben Ramon Revilla jr und Juan Ponce Enrile eine der Hauptpersonen in diesem Betrugsfall zu sein. Ihm selbst wird dabei vorgeworfen 183 Millionen Pesos an Bestechungsgeldern erhalten zu haben, und selbst für die Veruntreuung von etwa 585 Millionen Pesos öffentlicher Gelder verantwortlich zu sein. Am 24. Juni 2014 wurde ein Haftbefehl wegen des Vorwurfs der Plünderung und Bestechung gegen ihn erlassen und er ist seitdem inhaftiert. Die Untersuchung in dem Fall führt das Sandiganbayan, ein Gericht der Philippinen, welches speziell zur Rechtsprechung in Korruptions- und Bestechungsfällen eintritt und dessen Gründung auf die Verfassung aus dem Jahr 1973 zurückgeht.

### Schauspieler
Wie sein Vater war auch er bereits während des Studiums, aber auch noch als Senator Schauspieler und bekam für seine Darstellung im Film Farita Punzalan Story den Filipino Academy for Movie Art and Science (FAMAS) den Preis für die beste Nebenrolle. Daneben war er 1999 Talkmaster der Fernsehsendung SaBAYAN. Zu seinen weiteren Filmrollen gehörten:
- Markang Rehas: Ikalawang Aklat (1985)
- Paradise Inn (1985)
- Isa Lang Ang Dapat Mabuhay (1986)
- Sa Kuko ng Agila (1989)
- Eagle Squad (1989)
- The Marita Gonzaga Rape-Slay: In God We Trust (1995)
- Kuratong Balenghoy (1995)
- Strebel: Gestapo ng Maynila (1998)
- Ang Erpat Kong Erap(1998)
- Hiwaga ng Panday(1998)
- Col. Elmer Jamias: Barako ng Maynila (2000)
- Sagot Kita... Mula Ulo Hanggang Paa (2000)
- Walang Iwanan... (2002)
- Utang ng Ama (2003)
- Katas ng Saudi (2007)
- Magkaibigan (2008)
- Kimmy Dora (2009)
- Ang Tanging Pamilya: A Marry-go-Round (2009)

Daneben war er Produzent der Filme Pepeng Agimat (1999), Palaban (2000), Col. Elmer Jamias: Barako ng Maynila (2000), Eto na Naman Ako (2000) und Minsan Ko Lang Sasabihin (2000).